# Eino Tamberg
Eino Tamberg, född 27 maj 1930 i Tallinn, död 24 december 2010 i Tallinn, var en estnisk kompositör.
Tamberg studerade vid konservatoriet i Tallinn för Eugen Kapp. Från 1953 till 1959 var han toningenjör vid estniska radion, därefter konstnärlig rådgivare till estniska kompositörsförbundet. Sedan 1968 verkade han som docent och sedan 1978 som professor i komposition vid Estniska musikakademien. 1974 blev han sekreterare i estniska kompositörsförbundet. Han grundade en egen kompositionsskola, vid vilken musiker som Raimo Kangro, Peeter Vähi, Margo Kõlar, Toivo Tulev, Mari Vihmand och Mart Siimer utbildades. 1999 tillerkändes han det statliga estniska kulturpriset. Tamberg avled den 24 december 2010. 